# 马丁·茨维克尔
马丁·茨维克尔（德語：Martin Zwicker，1987年2月27日—），德国男子曲棍球运动员。他曾代表德国参加2016年和2020年夏季奥林匹克运动会曲棍球比赛，其中2016年奥运会获得一枚铜牌。